# Ermita de Sant Gregori de Benicarló
L'Ermita de Sant Gregori (Benicarló), està situada als afores de la població, en l'encreuament dels camins de Sant Gregori (el qual ve del poble) i el dels Moliners, a uns 2 km de la població. Ha sigut qualificada com a Bé de Rellevància Local amb la categoria de Monument d'Interès Local.

## Història
Sembla que va ser construïda —o ampliada— en agraïment a Sant Gregori, per acabar amb una plaga de cucs en 1677, entre finals del segle xvii i principis del segle xviii. Abans d'esta construcció és possible que hi haguera una anterior, des del segle xvi. Les dependències annexes a l'ermita, que van ser en el seu temps l'habitatge de l'ermità, actualment funcionen com a restaurant. A més, al darrere, un berenador servix per gaudir dels dies de festa al camp.

## Arquitectura
L'ermita és senzilla i emblanquinada, amb una porxada que cobrix l'entrada a l'església i a les dependències adossades, amb tres arcs de mig punt al front i un a cada lateral, que fa 17,30 m de llarg i 4,75 m d'ample. Després del terrat sobre la porxada, la façana es corona amb una espadanya.
La planta del temple consta d'una única nau de dos trams i absis, sense capelles laterals. La coberta de la nau és de volta apuntada, i l'absis, més estret i baix, està cobert amb volta de creueria. Es completa l'església amb un cor alt i una menudeta sagristia.
La imatge de Sant Gregori, del primer terç del segle xvi, de tradició gòtica, és una escultura de fusta policromada, amb afegitons posteriors que el cobrixen totalment. D'1,10 m d'altura, està vestit amb hàbits pontificals, i porta llibre i mitra, i un bàcul modern.

## Festivitat
La festa comença la vespra amb música de nit. El dia 9 de maig al matí surt la romeria fins a l'ermita, acompanyant una imatge del sant que es conserva a l'església de Sant Bartomeu i, en arribar, se celebra missa solemne i, després, els organitzadors compartixen una paella amb tots els peregrins. Un mercat festiu servix per animar els visitants. A la tarda, els peregrins retornen al poble acompanyant novament la imatge del sant.

## Galeria fotogràfica

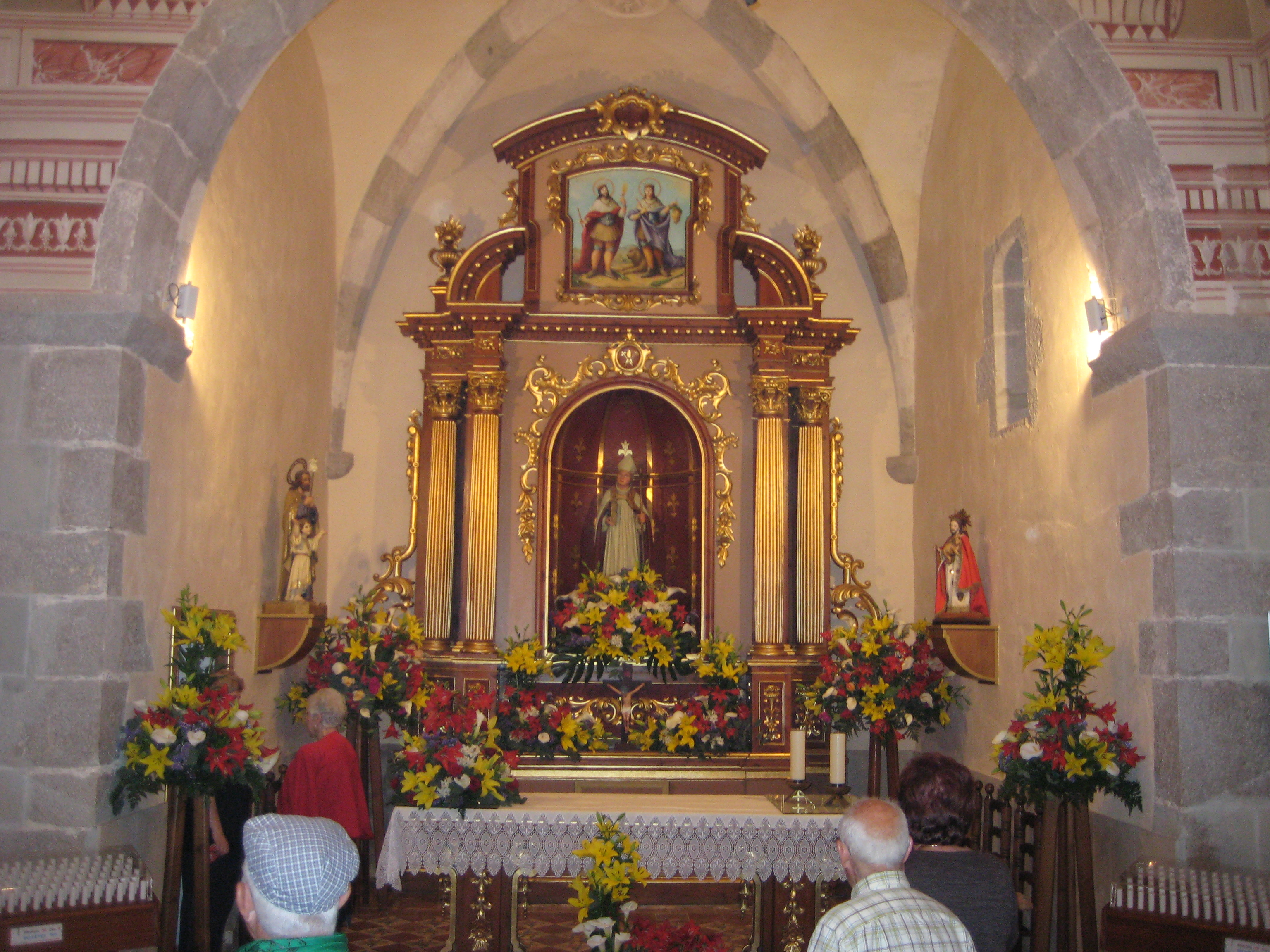
Altar
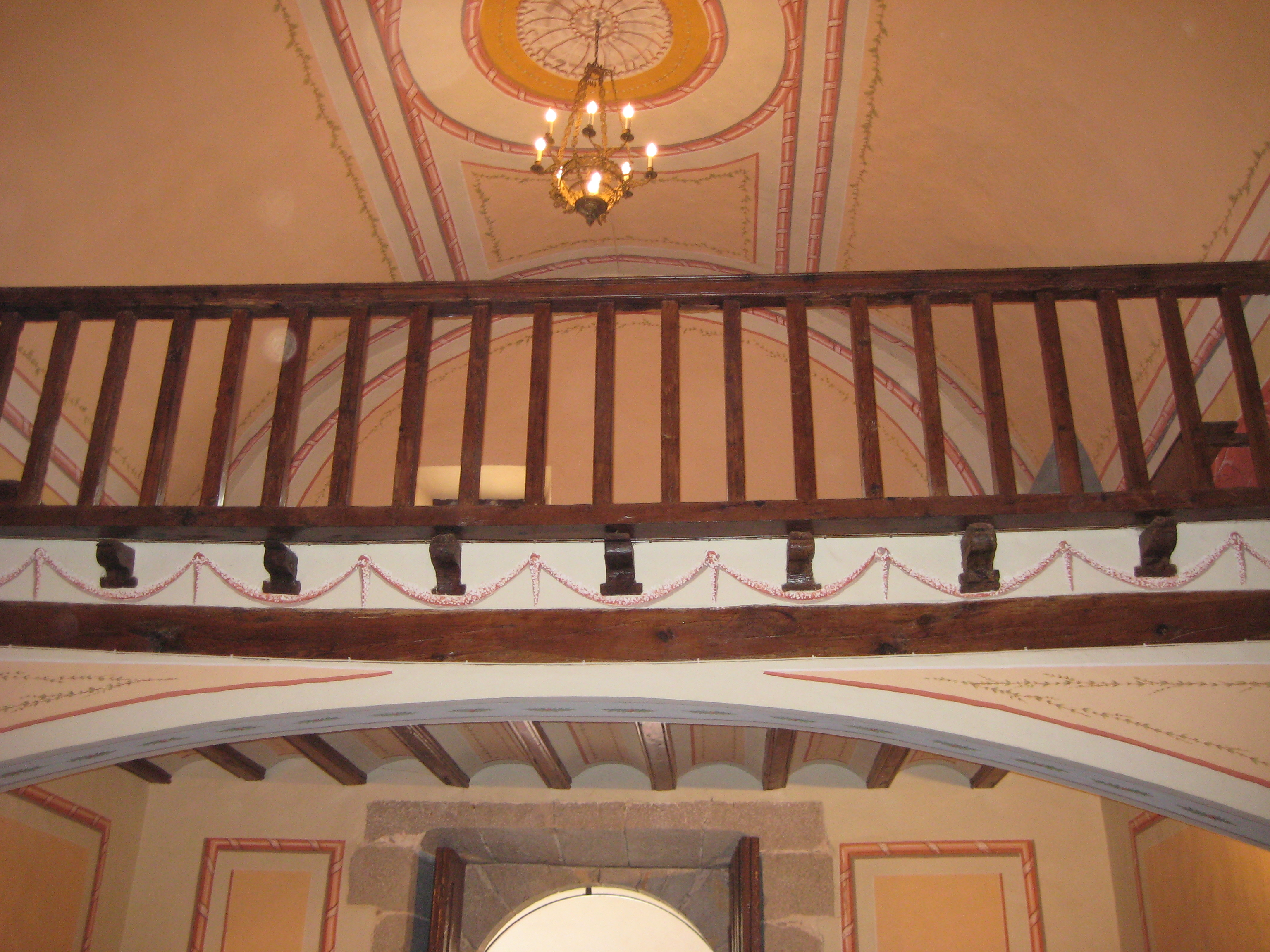
Cor
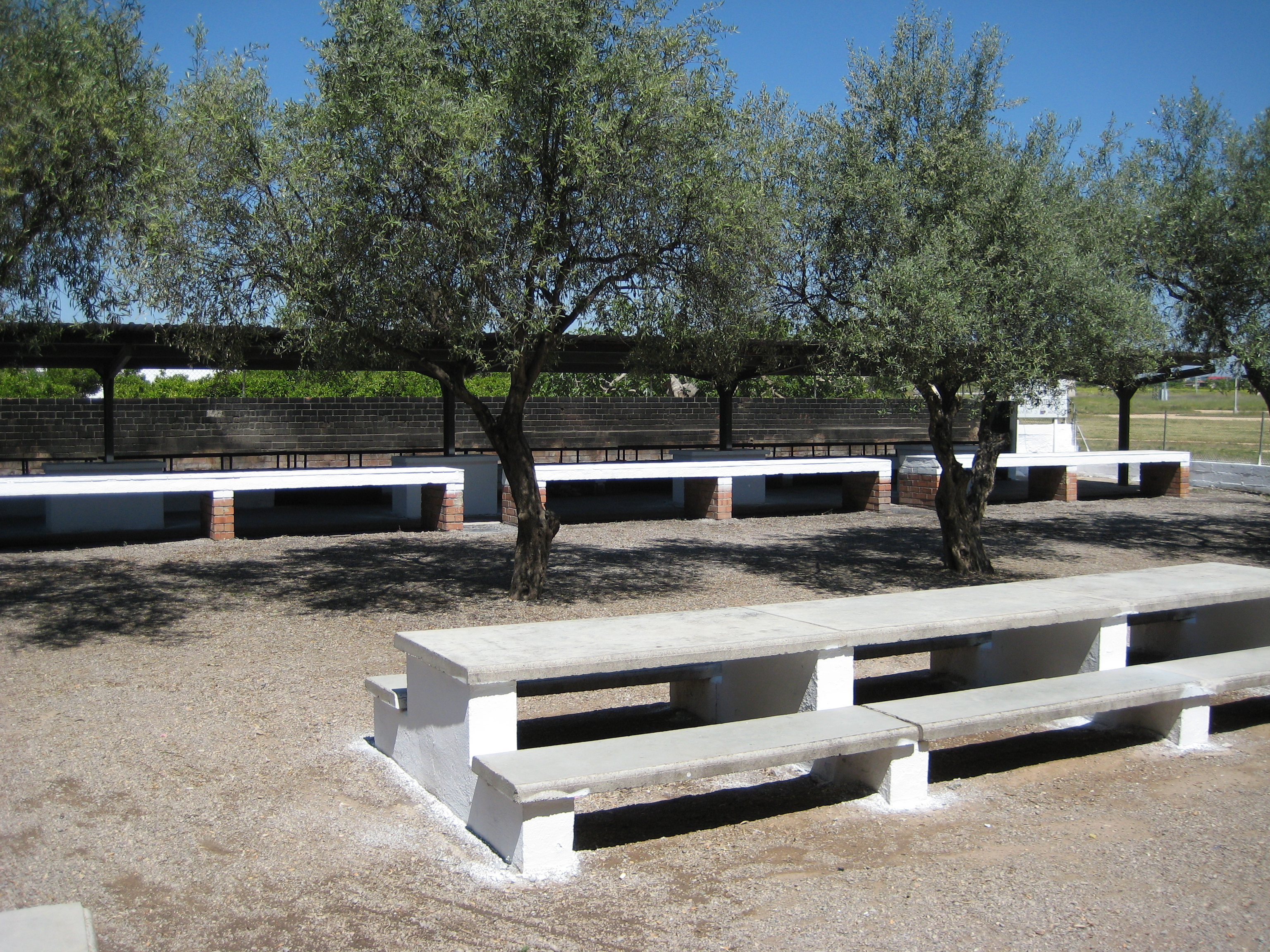
Berenador
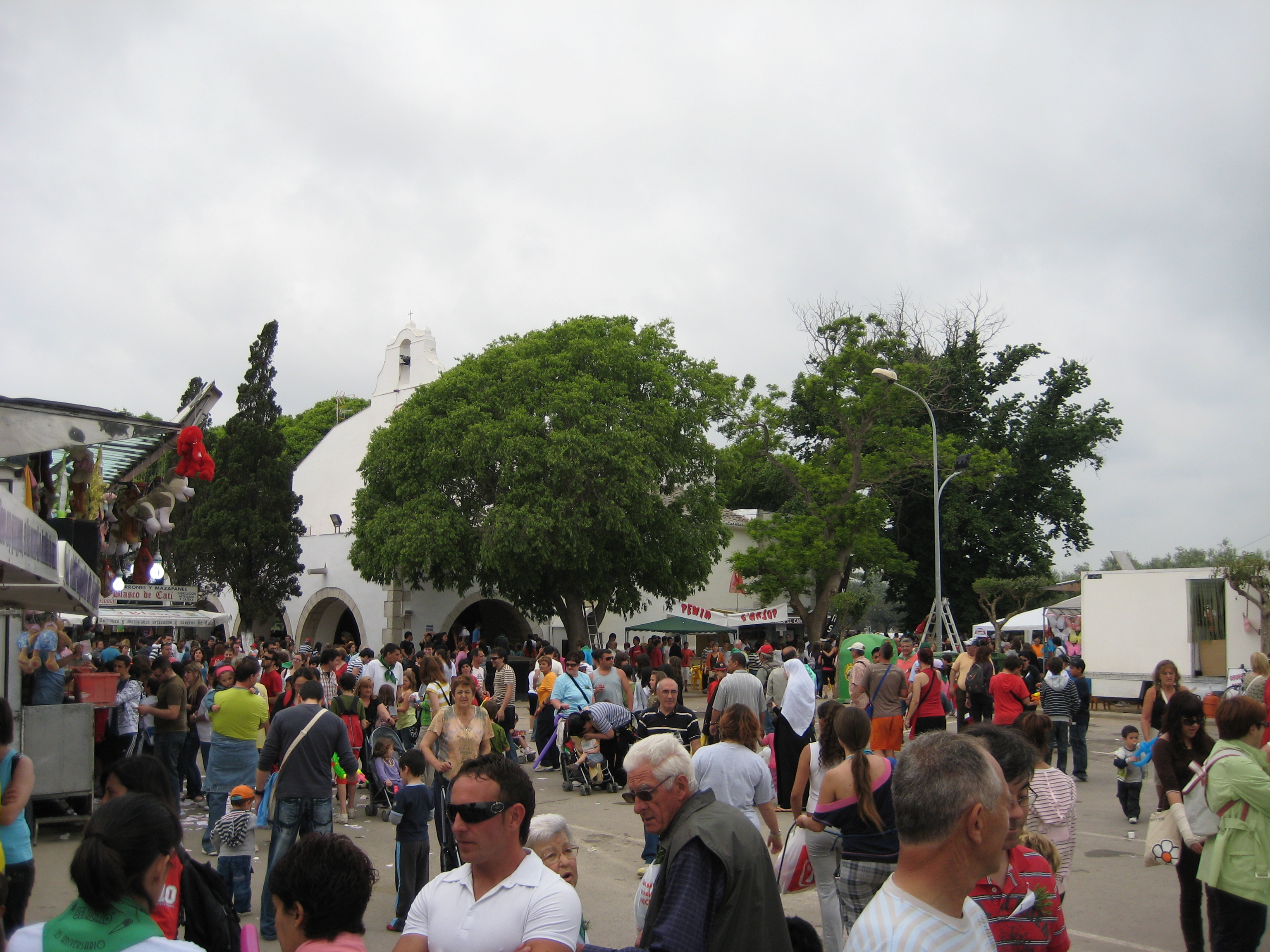
Sant Gregori 2009